# Tanjung Kurung Ulu
Tanjung Kurung Ulu is een bestuurslaag in het regentschap Lahat van de provincie Zuid-Sumatra, Indonesië. Tanjung Kurung Ulu telt 526 inwoners (volkstelling 2010).